# Métropole de Florina, des lacs Prespa et d'Éordaia

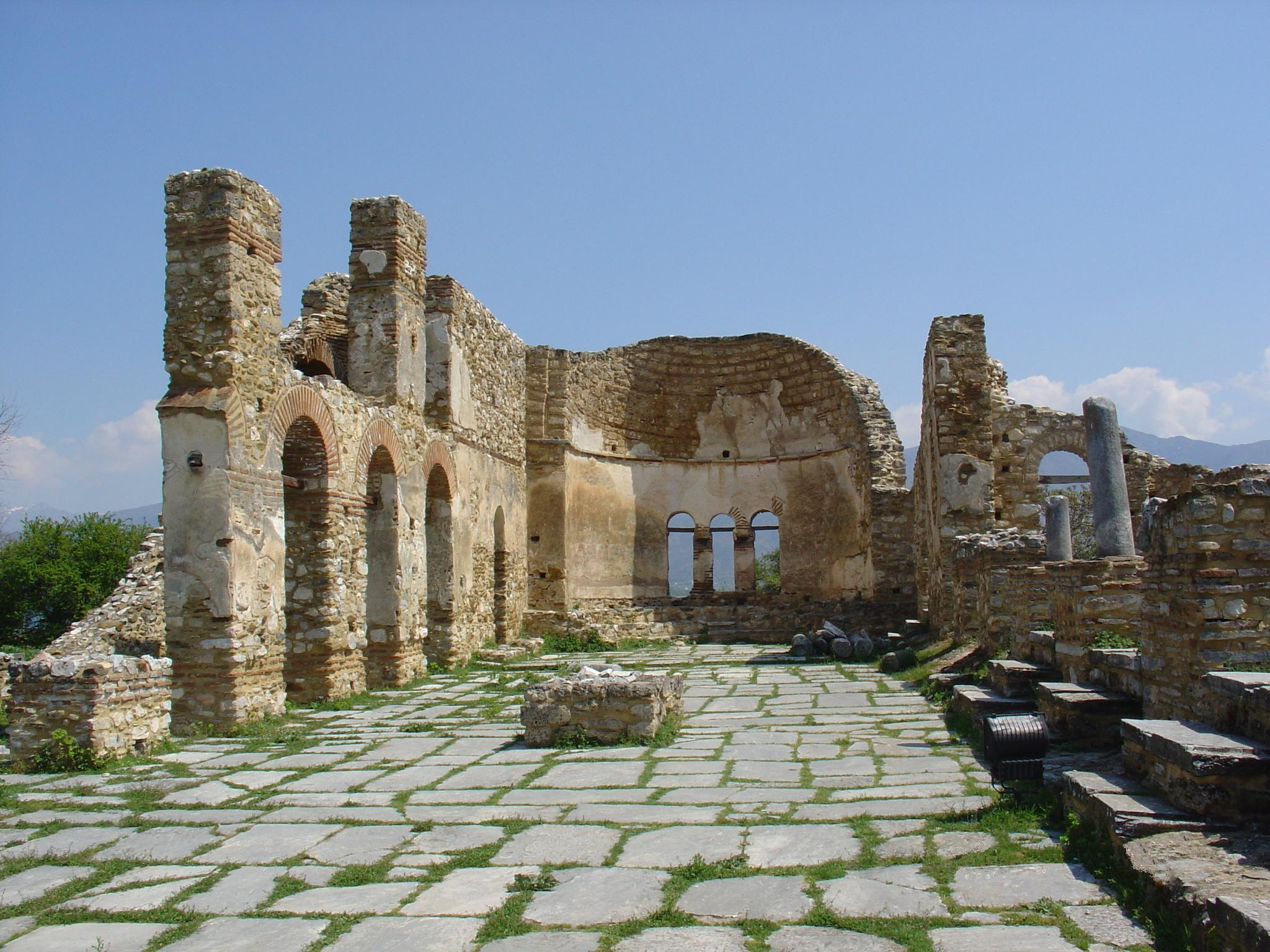
Basilique byzantine Saint-Achille, sur une île du petit lac Prespa, où Theo Angelopoulos tourna plusieurs scènes de L'Éternité et Un Jour.

La Métropole de Flórina, des lacs Prespa et d'Éordaia (en grec byzantin : Ιερά Μητρόπολις Φλωρίνης, Πρεσπών και Εορδαίας) est un évêché du Patriarcat œcuménique de Constantinople provisoirement autorisé à participer à la vie synodale de l'Église orthodoxe de Grèce. Elle a son siège à Flórina en Macédoine occidentale.

## La cathédrale
C'est l'église Saint-Pantéléïmon de Flórina.

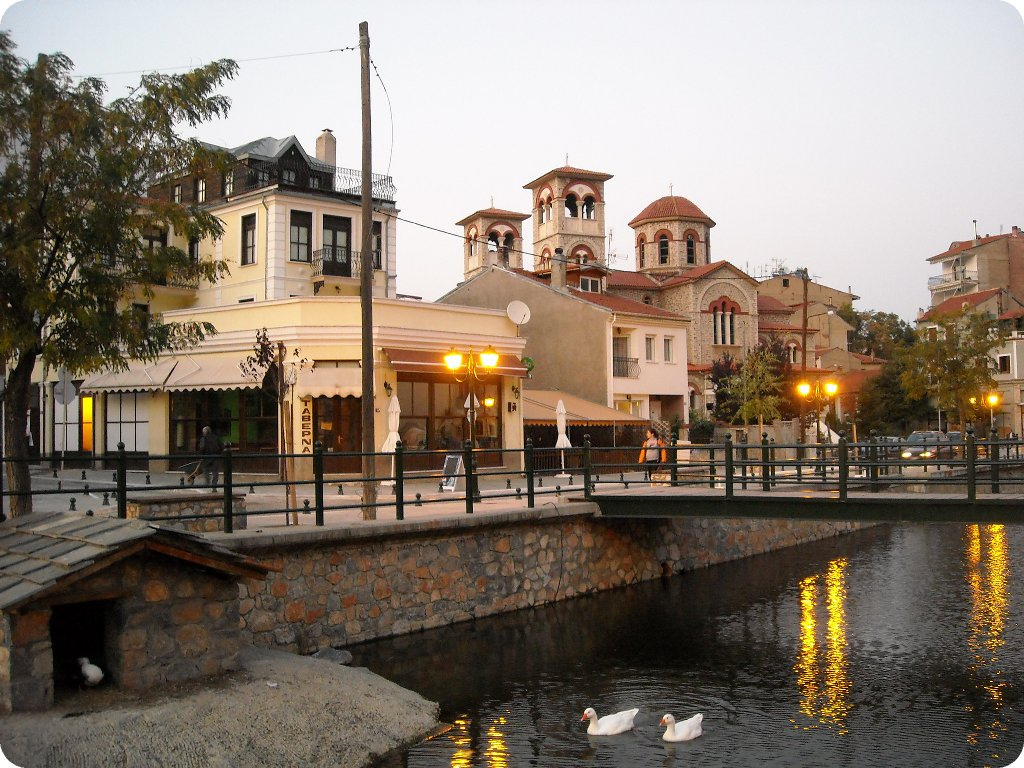
Cathédrale Saint-Pantéléïmon de Flórina.

## Les métropolites
Ils portent le titre de Métropolite de Flórina, des lacs Prespa et d'Éordaia, Très Vénérable et Exarque de Haute-Macédoine.
- Théoclète (né Thomas Passalis à Karpenissio de Grevená en 1932) depuis le 27 novembre 2000.
- Augustin (né Kandiotis à Lefkais de Paros en 1907) de 1967 à 2000.

## L'histoire
- En 1943, la métropole de Flórina portait le titre de "Métropole de Flórina, Almopia et Oradaia". Son territoire s'étendait à l'est sur les montagnes du nome d'Édesse. En 1967, le Saint Synode décida d'enlever à Flórina l'éparchie d'Almopia pour la donner à la métropole d'Édesse. Cette décision fut assortie d'un changement de nom pour la métropole de Flórina qui devint "Métropole de Flórina, des lacs Prespa et d'Éordaia".

## Le territoire
- Il s'étend sur tout le district régional de Florina, à l'exception à l'extrême ouest de la vallée de Kottas : Andartiko, Trigonio, Prasino, Kottas, Vatochori et Krystalopigi appartiennent en effet au ressort de la métropole de Kastoria.
- Il s'étend aussi sur la région de Ptolémaïda (ou Éordaia) dans le district régional de Kozani jusqu'à Anarachi, Ardassa, Asvestopétra, Mavropigi, Komanos et Agios Christophoros.
- Il comprend enfin quatre villages du district régional de Pella (Édesse) autour du lac Végoritida : Agios Athanasios, Ano et Kato Grammatiko, Péraia, Zervi.

## Les monastères

### Monastères d'hommes
- Monastère de la Dormition de la Mère de Dieu à Kladorrachi, fondé en 1770.
- Monastère Sainte-Parascève à Milochorio d'Éordaia, fondé en 1966.

## Les solennités locales
- La fête de saint Pantéléïmon, patron de Flórina, le 27 juillet.
- La fête des saints Constantin et Hélène, patrons d'Amindéo, le 21 mai.
- La fête de saint Achille de Larissa, patron de l'île qui porte son nom, sur le petit lac Prespa, le 15 mai.
- La fête de saint Nahoum d'Ochrid, patron d'Arménochori, le 23 décembre et le 27 juillet (synaxe des évangélisateurs de la Bulgarie).
- La fête de saint Germain des Prespa.
- La fête de saint Côme d'Étolie, à Sitaria le 24 août.

## Les sources
- (el) Le site de la métropole : http://www.imflorinas.gr
- Wikipédia en grec
- Diptyques de l'Église de Grèce, éditions Diaconie apostolique, Athènes (édition annuelle).